# Louis Rigal
Louis Rigal (ur. 20 lipca 1887 roku w Paryżu, zm. 8 lipca 1974 roku w Argenteuil) – francuski kierowca wyścigowy.

## Kariera
W swojej karierze wyścigowej Rigal poświęcił się startom w wyścigach Grand Prix oraz w wyścigach samochodów sportowych. W 1931 roku Francuz był klasyfikowany w Mistrzostwach Europy AIACR. Z dorobkiem dwudziestu punktów uplasował się wówczas na 25 pozycji w klasyfikacji generalnej. W latach 1924-1928, 1930, 1937-1938 Rigal pojawiał się w stawce 24-godzinnego wyścigu Le Mans. W pierwszym sezonie startów uplasował się na trzeciej pozycji w klasie 1.1, co oznaczało trzynaste miejsce w klasyfikacji generalnej. Do mety dojechał jeszcze raz, w 1937 roku, kiedy to w klasie 2 został sklasyfikowany na piątym miejscu. W klasyfikacji generalnej był dziesiąty.